# Реджеп Мейдані
Редже́п Кемаль Мейда́ні (алб. Rexhep Qemal Mejdani; нар. 17 серпня 1944, Тирана) — албанський державний і політичний діяч, президент Албанії у 1997–2002 роках. 
Професійний вчений-фізик. Ще за часів диктатури був відомий своїми науковими роботами за межами Албанії. Щодо професійної діяльності, Мейдані працював професором, викладачем, а потім деканом факультету природничих наук Університету Тирани (1966–1996). Упродовж цього проміжку часу Мейдані опублікував низку досліджень, книжок і статей, в тому числі за межами Албанії. Мейдані має вчене звання доктора філософії (Ph.D.). Поряд із Екрем Кабеджем і Нельсоном Кабеджем, Мейдані один з провідних вчених у своїй країні.

## Політична біографія
Його політична кар'єра розпочалась у 1990 році. Був главою Центральної виборчої комісії на перших багатопартійних виборах у 1991 році й також членом Ради при Президенті (1991). У 1992–1996 роках він був поза політикою, очолював Раду албанського центра з прав людини (1994–1996). У 1996 році він вступив до Соціалістичної партії Албанії й займав пост Генерального секретаря (1996–1997).
На парламентських виборах у червні 1997 року Мейдані був обраний членом парламенту. Після виборів, на яких перемогла ліва коаліція на чолі з Соціалістичною партією, 24 липня 1997 року парламент обрав Мейдані президентом Республіки. Мейдані перебував на посту президента до 2002 року. Мейдані замінив на посту президента у 2002 році Альфред Мойсю.
У 2005 році Мейдані збирався зробити наступником на посту Генерального секретаря Соціалістичної партії Фатоса Нано, але в ході голосування перемогу здобув Еді Рама. Нині Мейдані — член Мадридського клубу.
В албанській політиці вважався слабкою фігурою, що цілковито залежала від колишнього лідера соціалістів Фатоса Нано.